# Мацково (Сумская область)
Мацково (укр. Мацкове) — село в Баничевском сельском совете
Глуховского района Сумской области Украины.
Код КОАТУУ — 5921580403. Население по переписи 2001 года составляло 169 человек.

## Географическое положение
Село Мацково находится на левом берегу реки Эсмань, выше по течению на расстоянии в 1,5 км расположено село Баничи Глуховского района, ниже по течению на расстоянии в 0,5 км расположено село Кочерги Путивльского района, на противоположном берегу — село Кубарево Путивльского района.
Рядом проходит автомобильная дорога Р-44.